# CB Murcia
Club Baloncesto Murcia, auch bekannt unter dem Sponsorennamen UCAM Murcia, ist ein spanischer Basketballverein aus Murcia. Die erste Mannschaft spielt in der spanischen Liga ACB. Die Heimspiele werden im rund 7.454 Zuschauer fassenden Palacio de Deportes de Murcia bestritten.

## Geschichte
Der Verein CB Murcia wurde im Jahre 1985 als Agrupación Deportiva Juver ins Leben gerufen. Nach einer Saison in der Regionalliga erwarb der Klub 1986 den Startplatz von Logos Madrid in der zweiten Spielklasse. Sowohl 1987/88 als auch 1988/89 scheiterte der Verein im Aufstiegs-Play-off, doch 1989/90 gelang durch einen Finalsieg gegen Obradoiro CAB der Meistertitel in der zweiten Spielklasse und der erste Aufstieg in die Liga ACB. Diese Begegnung war insofern interessant, weil Juver Murcia den Argentinier Esteban Pérez mit einem gefälschten Personalausweis als Spanier einsetzte. Zwar wurde das Team aus Murcia von den sportlichen Instanzen nicht bestraft und durfte aufsteigen, doch Obradoiro CAB ging gerichtlich gegen die Entscheidung vor, bekam Recht und durfte 19 Jahre nach dieser Begegnung an der Liga ACB teilnehmen.
In der höchsten Spielklasse sollte sich der Klub sechs Jahre lang halten können, in den ersten drei Saisons unter dem Namen Club Baloncesto Juver Murcia und ab 1993 schließlich unter der heutigen Bezeichnung Club Baloncesto Murcia. Der bislang größte Erfolg glückte der Mannschaft in der Spielzeit 1995/96, als man es bis ins Halbfinale der Copa del Rey schaffte, dort jedoch mit 78:81 am späteren Sieger TDK Manresa scheiterte.
In der Saison 1996/97 erfolgte der Abstieg in die zweitklassige Liga Española de Baloncesto. Sowohl 1997/98 als auch 2002/03 gelang zwar der Aufstieg in die Liga ACB, doch in beiden Fällen konnte sich CB Murcia nur ein Jahr in der ersten Division halten.
In der Spielzeit 2005/06 setzte sich CB Murcia in den Aufstiegs-Play-offs gegen CB L'Hospitalet und CAI Zaragoza durch und gelangte erneut in die höchste Spielklasse. Mit Ausnahme  einer Saison in der LEB 2010/11 konnte sich der Klub in der Liga ACB halten, eine Teilnahme an den Play-offs um den Meistertitel glückte vorerst nicht. Dies änderte sich jedoch zur Saison 2015/16. Unter dem neuen Trainer Fotis Katsikaris beendete der Verein die Hauptrunde auf dem siebten Rang, dieser berechtigte zur Teilnahme an der Endrunde um die Meisterschaft.

## Namen
Im Laufe der Geschichte firmierte der Klub unter mehreren Sponsorennamen:
- AD Juver (1985–1990)
- CB Juver Murcia (1990–1993)
- CB Murcia Artel (1997–1998)
- Recreativos Orenes CB Murcia (1998–1999)
- CB Etosa (2000–2001)
- CB Etosa Murcia (2001–2003)
- Polaris World Murcia (2003–2008)
- UCAM Murcia (seit 2011)

## Erfolge
- Meister der Liga Española de Baloncesto (3): 1997/98, 2002/03, 2010/11

## Bekannte Spieler
| - Bojan Bogdanović - Tomas Delininkaitis - Goran Dragić - Anton Gavel - Clarence Kea - Ralph McPherson - Roger Powell - Berni Rodríguez | - Johnny Rogers - Blagota Sekulić - Ime Udoka - Michael Umeh - Miloš Vujanić - Keith Waleskowski - Matt Walsh - Shammond Williams |